# Baldriga deornitha
Baldriga deornitha är en insektsart som beskrevs av Blocker 1990. Baldriga deornitha ingår i släktet Baldriga och familjen dvärgstritar. Inga underarter finns listade i Catalogue of Life.